# Godfall
Godfall é um jogo eletrônico de RPG de ação desenvolvido pela Counterplay Games e publicado pela Gearbox Publishing. O jogo foi lançado para PlayStation 5 e Microsoft Windows em novembro de 2020; foi o primeiro jogo confirmado para lançamento no PlayStation 5. Também foi lançado para PlayStation 4 em agosto de 2021.

## Jogabilidade
O jogo se passa em um cenário de alta fantasia, dividido nos reinos de Terra, Água, Fogo, Ar e Espiritual, onde os jogadores assumem o papel de uma das últimas Exaltadas Ordem dos Cavaleiros para impedir um grande evento apocalíptico. O jogador terá três classes de personagens principais para escolher, com base em quais conjuntos de armaduras, Placas de Valor, eles equipam. Placas de Valor e Ampliações adicionais podem ser equipadas para personalizar o desempenho dessa classe de personagem. Ele suporta um jogador e até três jogadores no modo cooperativo "drop-in drop-out". O jogo é descrito como um "looter-slasher", pois, baseado no conceito de loot shooter de completar missões e ganhar melhores saques para novas missões, o foco do combate está nos ataques corpo a corpo, e não em ataques à distância.

## Desenvolvimento
Counterplay Games é um estúdio de 75 pessoas na Califórnia, com vários desenvolvedores que trabalharam em outros jogos loot shooters, como Destiny 2; o jogo anterior deles foi Duelyst. A Counterplay se envolveu com a Kowloon Nights para obter financiamento para ajudar a desenvolver Godfall até setembro de 2018 como um título AAA e evitar algumas das lutas que tiveram com o financiamento de Duelyst por meio de uma campanha no Kickstarter.
O mundo do jogo foi inspirado por The Stormlight Archive, The First Law e Série da Fundação, enquanto que a jogabilidade da série Monster Hunter inspirou a variedade de armas e da mecânica de combos.
O primeiro trailer do jogo foi revelado em dezembro de 2019 no The Game Awards, onde foi identificado como o primeiro jogo confirmado para lançamento no PlayStation 5. Foi lançado inicialmente em 12 de novembro de 2020 para Microsoft Windows e PlayStation 5.